# Criocirugía
La criocirugía (crioterapia) es la aplicación de frío extremo para destruir tejido anormal o enfermo. El término proviene de las palabras griegas cryo (κρύο)("helada") y cirugía (cheirourgiki – χειρουργική) significa "mano de obra" o "trabajo manual". La criocirugía se ha utilizado históricamente para tratar a un número de enfermedades y trastornos, especialmente una variedad de afecciones cutáneas benignas y malignas.

## Usos
Verrugas, lunares, acrocordon, queratosis solares, neuroma de Morton y melanomas pequeños son candidatos para tratamiento con criocirurgía. Varios desórdenes internos también son tratados con criocirugía, incluyendo el cáncer de hígado, cáncer de próstata, cáncer de pulmón, cáncer oral, trastornos cervicales y, más comúnmente en el pasado, las hemorroides. Condiciones de tejidos blandos como fascitis plantar (talón de corredor) y fibroma (excrecencia benigna del tejido conectivo) pueden tratarse con Criocirugía. En general, todos los tumores que pueden ser alcanzados por las criosondas utilizadas durante una operación son tratables. Aunque ha probado ser eficaz, este método de tratamiento sólo es apropiado para su uso contra las enfermedades localizadas en ciertas partes del cuerpo, y tumores sólidos mayores de 1 cm. Las metástasis diminutas y difusas que suelen coincidir con los cánceres generalmente no son afectadas por crioterapia.
La criocirugía funciona aprovechando la fuerza destructiva de temperaturas bajo cero sobre las células. Cuando su temperatura cae más allá de un cierto nivel, cristales de hielo comienzan a formarse dentro de las células y debido a su menor densidad, eventualmente destruyen esas células. Una vez que los vasos sanguíneos que irrigan el tejido afectado empiecen a congelarse ocurrirá daño adicional al crecimiento maligno.

## Método

### Nitrógeno líquido

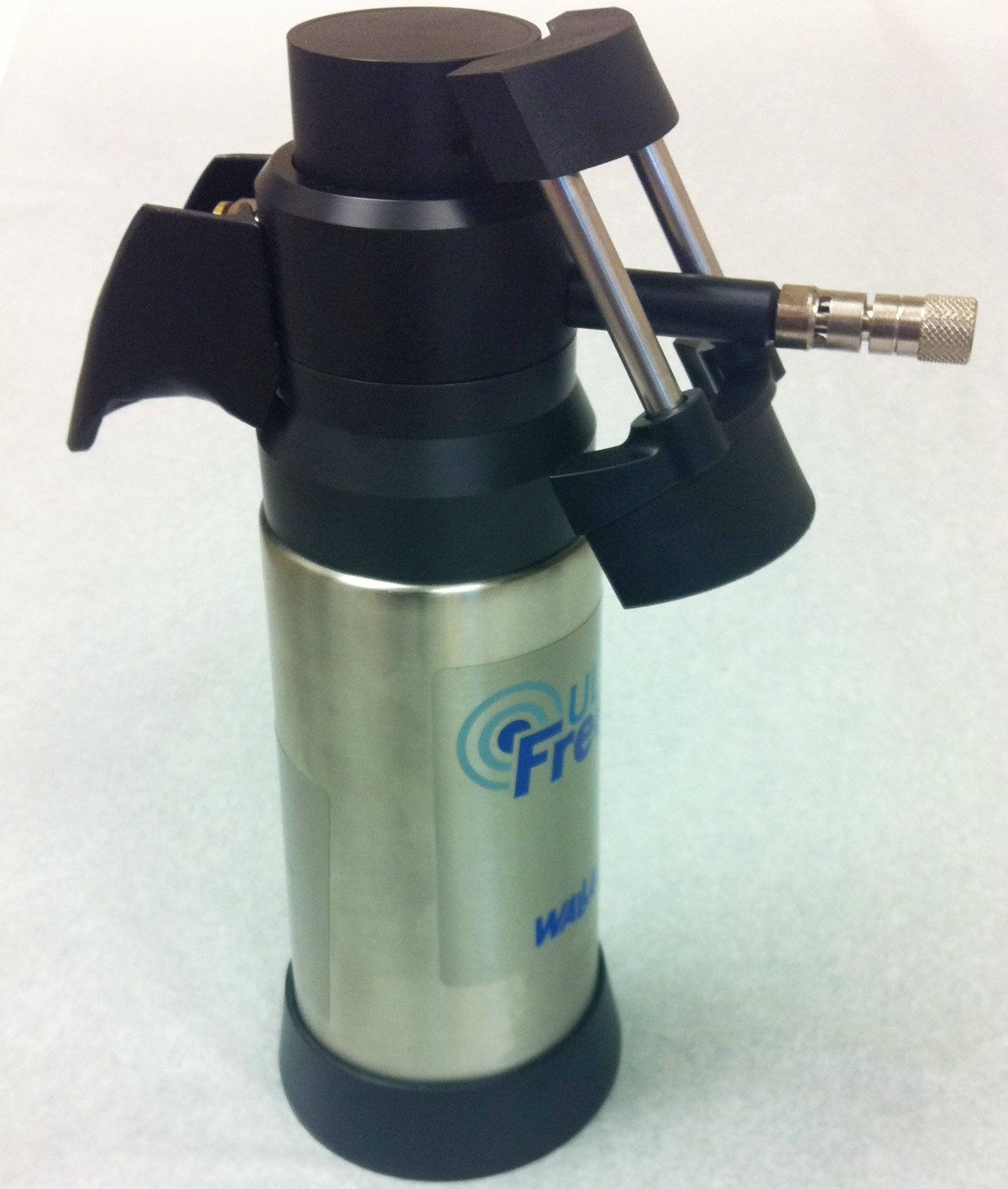
Cryogun utilizado para rociar el nitrógeno líquido

Un método común para congelar lesiones es utilizando nitrógeno líquido como la solución de enfriamiento. El líquido superrefrigerado puede ser rociado sobre el tejido enfermo, circulado a través de un tubo llamado una criosonda, o simplemente untada con un hisopo de algodón o espuma.

### Dióxido de carbono
Con menos frecuencia, los doctores utilizan dióxido de carbono "nieve" formando un cilindro o mezclado con acetona para formar un granizado que se aplica directamente sobre el tejido tratado.

### Argón
Los recientes avances en tecnología han permitido el uso del gas argón para promover la formación de hielo usando un principio conocido como efecto Joule-Thomson. Este da a los médicos excelente control sobre el hielo y minimiza las complicaciones utilizando crioagujas ultradelgadas calibre 17.

### Gas propano éter dimetílico
Una mezcla de éter dimetílico y gas propano se utiliza en algunas preparaciones como el Dr. Scholl”s Freeze Away. La mezcla se almacena en un contenedor de tipo spray de aerosol a temperatura ambiente y se reduce a "41 C ("42 F) cuando se dispensa. La mezcla se distribuye a menudo en una paja con un aplicador de algodón.

## Productos
Sistemas crioquirúrgicos 
Un número de empresas de suministros médicos ha desarrollado sistemas de entrega de criógeno para Criocirugía. La mayoría se basa en el uso de nitrógeno líquido, aunque algunos emplean el uso de mezclas propietarias de gases que se combinan para formar el criógeno. Algunos productos de crioquirúrgica comúnmente utilizados son:
- BRYMILL
- Cry-Ac
- Cryoalfa
- CryoPen
- Criosonda
- Criocirugía, Inc. Verruga-Freeze
- Histofreezer
- Miltex Criosoluciones
- Premier CryOmega
- Premier NitroSpray
- Myoscience Iovera

## Resultados
La criocirugía es un procedimiento mínimamente invasivo, es a menudo preferida a las clases más tradicionales de la cirugía debido a su mínimo dolor, cicatrices y costo; Sin embargo, como con cualquier tratamiento médico, hay riesgos involucrados, principalmente el daño a los tejidos sanos circundantes. Daño al tejido nervioso es de particular preocupación.
Los pacientes sometidos a criocirugía suelen experimentan enrojecimiento y dolor localizado menor o moderado, que la mayor parte del tiempo puede ser aliviada suficientemente por la administración oral de analgésicos suaves como el ibuprofeno, codeína, tramadol o acetaminofeno (paracetamol). Las ampollas pueden formarse como consecuencia de la criocirugía, pero éstos generalmente forman una costra que se despega luego de unos días.